# Hvannasunds kirkja
Hvannasunds kirkja er en færøsk kirke i Hvannasund  på Viðoy. Kirken er hjemmehørende 
i Færøernes folkekirke. Kirken har hundrede faste pladser i skibet, foruden pladser i koret og på loftet.
I 1933 blev arkitekt H. C. W. Tórgard, Tórshavn, bedt om at lave en tegning og omkostningsoverslag til en ny kirke i Hvannasund. Men proceduren skulle vise sig at være lang, så arbejdet med kirken begyndte først i 1948. Kirken blev indviet den 13. november 1949. Det var svært at få håndværkere til at påtage sig arbejdet. Arbejdet blev annonceret i aviserne, men der kom ingen tilbud. Til sidst byggede indbyggerne omkring sundet selv kirken.

Den er bygget af beton og såvel på skibet og på tagrytterens pyramidetag er dækket med rødt blik. Indgangen til kirken er i vestenden, der vender ud mod sundet. Kirken har desuden seks vinduer på hver side. En tilbygning på kirkens korgavl, rummer centralvarmeanlægget. 
I kirkens første år var der over alteret ophængt et kors. Den blev den 12. september 1982 udskiftet med et broderet billede efter Leonardo da Vincis Den sidste nadver.
Døbefonten er af træ med et messingfad. Kirkeklokken er støbt i 1949 på Jysk Jernstøberi i Brønderslev.